# Tanneck (Dietmanns)
Tanneck ist eine Einöde auf der Gemarkung Dietmanns von Bad Wurzach im Landkreis Ravensburg.

## Lage
Tanneck liegt im Naturraum der Riß-Aitrach-Platten (Naturraum-Nr. 41), welcher zur Großlandschaft der Donau-Iller-Lech-Platte (Großlandschaft-Nr. 4) gehört. Die Siedlung liegt direkt am Nordrand des Wurzacher Rieds und grenzt deshalb an das Niedermoor des Wurzacher Rieds, das Naturschutzgebiet Wurzacher Ried, das Vogelschutzgebiet Wurzacher Ried sowie das FFH-Gebiet Wurzacher Ried und Rohrsee.
Geografisch liegt die Siedlung etwa:
- 200 m nördlich von Willis
- 500 m südöstlich von Iggenau
- 1 km südlich von Knetzenweiler
- 1,9 km südöstlich von Unterschwarzach
- 2,5 km nördlich von Bad Wurzach[5]

### Hydrologisch
Tanneck liegt an einem namenlosen Bach (in der amtlichen Gewässerkarte hat der Bach den Technischen Namen NN-FB3), welcher ein Nebenfluss des Wengener Mühlbachs ist. Die Einöde befindet sich vollständig im Gewässereinzugsgebiet des Wengener Mühlbachs, welcher in die Aitrach mündet. Das Gewässereinzugsgebiet der Dietmannser Ach beginnt rund 150 m südlich von Tanneck. Beide Gewässer, der Wengener Mühlbach und die Dietmannser Ach, sind Nebenflüsse der Aitrach, die hier lokal auch Wurzacher Ach genannt wird und über Iller und die Donau in das Schwarze Meer entwässert.

## Verkehrsanbindung
Tanneck ist über die B 465 an das Straßennetz angebunden, welche nach Süden über Bad Wurzach bis zur A 96 kurz vor Leutkirch führt, und nach Nordosten über Unterschwarzach, Eggmannsried und Mühlhausen nach Oberessendorf an der B 30. Aufgrund der Lage am Wurzacher Ried gibt es keine weiteren Straßen, die in die Siedlung führen.

### Bahnverkehr
Der nächste Anschluss an das Bahnnetz befindet sich in Bad Wurzach, etwa 2,9 km südlich und mit dem Rad rund 3,1 km.

### Radverkehr
Etwa 75 m westlich von Tanneck verläuft ein Radweg, welcher auch Teil des Freizeitnetzes des Radnetz Baden-Württemberg ist. Dieser führt nach Süden über durch Willis und das Wurzacher Ried nach Bad Wurzach (geschottert, nicht Asphaltiert), und nach Norden über Iggenau nach Unterschwarzach (Asphaltiert).